# NGC 1752
NGC 1752 é uma galáxia espiral barrada (SBc) localizada na direcção da constelação de Eridanus. Possui uma declinação de -08° 14' 27" e uma ascensão recta de 5 horas, 02 minutos e 09,6 segundos.
A galáxia NGC 1752 foi descoberta em 30 de Dezembro de 1861 por Heinrich Louis d'Arrest.